# Beate Finckh
Beate Finckh (Jutta-Beate Finckh) (Berlino, 22 aprile 1960) è un'attrice tedesca.

## Biografia
Figlia di una coppia di insegnanti, Beate Finckh è cresciuta a Berlino, Amburgo e Friedrichstadt e ha debuttato all'età di quindici anni nell'adattamento cinematografico televisivo del romanzo di Theodor Storm, "Hans e Heinz Kirch", girato a Friedrichstadt. Dopo il diploma di scuola superiore, ha frequentato l'Università di Amburgo - Musica e Arti dello Spettacolo. Nel 1979 ha anche fatto il suo debutto teatrale alla Deutsches Schauspielhaus nel ruolo di Jim in "Robinson soll nicht sterben" di Friedrich Foerster. Dopo aver terminato gli studi ha ottenuto il suo primo ingaggio allo Stadttheater Kiel nel 1981/82. Nel 1982 al Thalia Theater ha interpretato la cameriera Tonka in "Jagdszenen aus Niederbayern" di Martin Sperr, nel 1983 al Bayerisches Staatsschauspiel Koja nel "Baumeister Solness" (Il costruttore Solness) di Ibsen.
Ha avuto il suo primo importante incarico cinematografico in "Desperado City" di Vadim Glowna nel ruolo della ragazza Liane, che vuole disperatamente fuggire dal monotono ambiente della classe operaia che la circonda. Anche in altri film ha ricoperto il ruolo di una giovane ribelle. Beate Finckh è diventata nota a un pubblico più ampio, tuttavia, soprattutto grazie ai suoi ruoli nella serie poliziesca "Tatort" e in altre serie televisive.

## Filmografia

### Cinama
- Desperado City, regia di Vadim Glowna (1981)
- Der Tod in der Waschstraße, regia di Friedemann Schulz (1982)
- Manuel, regia di Peter Obrist (1984)
- Big Mäc, regia di Sigi Rothemund (1985)
- Parker, regia di Jim Goddard (1985)
- Kaminsky - Ein Bulle dreht durch, regia di Michael Lähn (1985)
- Wahnfried, regia di Peter Patzak (1986)
- Rotwang muß weg!, regia di Hans-Christoph Blumenberg (1994)
- Lola corre (Lola rennt), regia di Tom Tykwer (1998)
- Wie ein Fremder, regia di Lena Libertà - cortometraggio (2011)

### Televisione
- Hans und Heinz Kirch, regia di Günter Gräwert – film TV (1976)
- St. Pauli-Landungsbrücken – serie TV, episodi 1x31 (1980)
- Der Auslöser, regia di Maria Neocleous – film TV (1982)
- Gestern bei Müllers – serie TV, episodi 1x4 (1983)
- Die Knapp-Familie – serie TV, episodi 1x1-1x2-1x5 (1981-1983)
- Geschichten von nebenan – serie TV (1983)
- Treffer, regia di Dominik Graf – film TV (1984)
- Ich oder du, regia di Dieter Berner – film TV (1984)
- Wenn Kuli kommt – serie TV (1985)
- Faber l'investigatore (Der Fahnder) – serie TV, episodi 1x13 (1986)
- La stirpe del sangue (Of Pure Blood), regia di Joseph Sargent – film TV (1986)
- Il commissario Köster (Der Alte) – serie TV, 4 episodi (1984-1987)
- Jokehnen oder Wie lange fährt man von Ostpreußen nach Deutschland? – miniserie TV, episodi 1x1-1x2-1x3 (1987)
- L'ispettore Derrick (Derrick) – serie TV, 4 episodi (1984-1988)
- Hotel Paradies – serie TV, episodi 1x3 (1990)
- Zwei Münchner in Hamburg – serie TV, episodi 2x8 (1991)
- Judith, regia di Konrad Sabrautzky – film TV (1992)
- Un caso per due (Ein Fall für zwei) – serie TV, episodi 6x5-12x8 (1986-1992)
- Tatort – serie TV, episodi 1x128-1x179-1x291 (1981-1994)
- Ciao dottore! (Hallo, Onkel Doc!) – serie TV (1994)
- Blankenese – serie TV, 13 episodi (1994)
- Die Wache – serie TV, 12 episodi (1994)
- Faust – serie TV, episodi 1x6 (1994)
- Amici per la pelle (Freunde fürs Leben) – serie TV, episodi 3x14 (1994)
- 14º Distretto (Großstadtrevier) – serie TV, episodi 6x8 (1995)
- Immenhof – serie TV, episodi 2x4 (1995)
- Die Gang – serie TV, episodi 1x4 (1997)
- Doppelter Einsatz – serie TV, episodi 4x3 (1997)
- Stefanie (Für alle Fälle Stefanie) – serie TV, episodi 3x52 (1998)
- Ärzte – serie TV, episodi 6x5 (1998)
- Il medico di campagna (Der Landarzt) – serie TV, episodi 8x2 (1999)
- Dreamgate – serie TV (2000)
- St. Angela – serie TV, episodi 7x10 (2001)
- Alphateam - Die Lebensretter im OP – serie TV, episodi 2x19-7x10 (1998-2002)
- SOKO Wismar – serie TV, episodi 16x10 (2018)